# Platypalpus albidifacies
Platypalpus albidifacies är en tvåvingeart som beskrevs av Chvala 1975. Platypalpus albidifacies ingår i släktet Platypalpus och familjen puckeldansflugor. Inga underarter finns listade i Catalogue of Life.